# 현대 아슬란
현대 아슬란(Hyundai Aslan)은 현대자동차의 준대형 세단이다. 주요 경쟁 차량은 현대 그랜저, 기아 K7, 쉐보레 임팔라, 르노삼성 SM7, 토요타 아발론, 닛산 맥시마, 포드 토러스, 크라이슬러 300 등이다. 차명인 아슬란은 터키어로 사자를 의미한다.

## 1세대(AG)

### 아슬란(2014년10월~2017년12월)

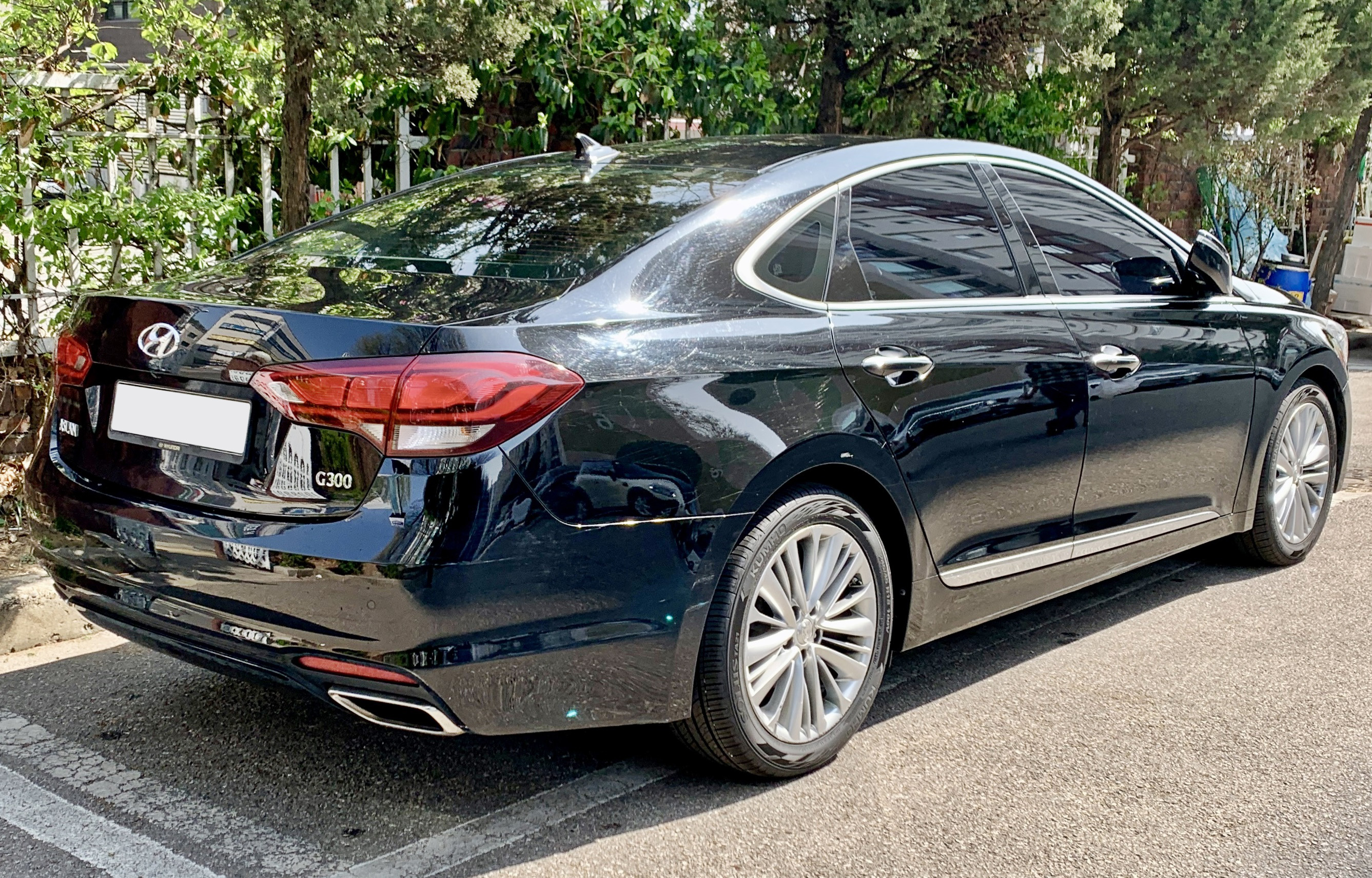
현대 아슬란 후측면

2014년 10월 30일에 출시되었다. 5세대 그랜저(HG)의 페이스 리프트를 해서 따로 출시한 파생형 차종이며, 출시되기 전에 차명으로 다이너스티가 검토되기도 하였다. 대한민국에서만 판매되며, 차명인 아슬란은 터키어로 사자를 의미한다. 출시에 앞서 2014년 5월에 개최된 부산 국제 모터쇼에서 프로젝트명 AG로 선공개된 아슬란은 현대자동차의 디자인 철학인 플루이딕 스컬프처 2.0이 반영돼 절제와 균형을 통한 안정감 있는 디자인을 구현하였고, 쏘나타(LF)와 제네시스(DH) 등과의 패밀리 룩을 표방하였다. 앞·뒤 도어 유리와 전면 유리에 이중 접합 차음 유리가 적용되었고, 엔진룸과 주요 부위에 흡차음재를 확대 적용되었다. 헤드 업 디스플레이가 기본 적용되고, 액티브 후드 시스템, 스마트 후측방 경보 시스템, 차선 이탈 경보 시스템, 어드밴스드 스마트 크루즈 컨트롤 등의 안전 사양을 갖추었다. 또한 순정 악세사리(별도 판매 품목)로 코트 행거, 장착 어댑터, 스토리지 백, 태블릿 PC 거치대, 다용도 파우치, 태블릿 PC 파우치, 트렁크 수납함이 마련되었다. 2015년 5월 17일부터는 G300 모든 트림이 모던 베이직과 모던 스페셜 등 2가지 트림으로 나뉘고, 선택 사양이 확대되었다. 2015년 12월 7일부터 판매된 2016년형은 사양을 재구성하고, 가격을 합리적으로 조정하였다. 2016년형 아슬란이 출시된 지 이틀 후인 2015년 12월 9일에 에쿠스의 후속 차종인 EQ900가 새로운 고급차 브랜드인 제네시스에 속하게 되고, 향후 기존의 현대자동차에서 팔리던 제네시스 또한 제네시스 브랜드에 이관됨에 따라 아슬란은 현대자동차의 새로운 기함이 되었다. 같은 해 12월에 국토교통부의 신차 안전도 평가에서 100점 만점에 97.3점을 받아 1위를 차지하였다. 2016년 9월 20일에 선보인 2017년형은 8단 자동변속기의 신규 적용을 통하여 연비를 소폭 상승시켰다. 2017년 12월에 결국 생산이 중단되어 그랜저에 통합되는 형식으로 단종되었다.
| 구분                 | V6 3.0L GDI | V6 3.3L GDI |
| -------------------- | --- | --- |
| 전장 (mm)            | 4,970 | 4,970 |
| 전폭 (mm)            | 1,860 | 1,860 |
| 전고 (mm)            | 1,470 | 1,470 |
| 축거 (mm)            | 2,845 | 2,845 |
| 윤거 (전, mm)        | 1,606(R18) 1,602(R19) | 1,606(R18) 1,602(R19) |
| 윤거 (후, mm)        | 1,607(R18) 1,603(R19) | 1,607(R18) 1,603(R19) |
| 승차 정원            | 5명 | 5명 |
| 변속기               | 자동 6단 (이후 자동 8단으로 변경)                                                                                        | 자동 6단 (이후 자동 8단으로 변경)                                                                                          |
| 서스펜션 (전/후)     | 맥퍼슨 스트럿/멀티 링크                                                                                                  | 맥퍼슨 스트럿/멀티 링크 |
| 구동 형식            | 전륜 구동 | 전륜 구동 |
| 엔진 형식            | G6DG | G6DH |
| 연료                 | 가솔린 | 가솔린 |
| 배기량 (cc)          | 2,999 | 3,342 |
| 최고 출력 (ps/rpm)   | 270/6,400 (이후 266/6,400으로 변경)                                                                                      | 294/6,400 (이후 290/6,400으로 변경)                                                                                        |
| 최대 토크 (kg*m/rpm) | 31.6/5,300 (이후 31.4/5,300으로 변경)                                                                                    | 35.3/5,200 (이후 35.0/5,200으로 변경)                                                                                      |
| 연료 탱크 용량 (L)   | 70 | 70 |
| 요소수 탱크 용량 (L) | - | - |
| 공차 중량 (kg)       | 1,670 (이후 1,665(18인치 휠), 1,710(19인치 휠)으로 변경)                                                                 | 1,690 (이후 1,695(18인치 휠), 1,720(19인치 휠)으로 변경)                                                                   |
| 연비 (km/L)          | 도심 8.1/고속 11.8/복합 9.5 (이후 도심 8.6/고속 12.2/복합 9.9(18인치 휠), 도심 8.5/고속 11.9/복합 9.8(19인치 휠)로 변경) | 도심 8.1/고속 11.9/복합 9.5 (이후 도심 8.4/고속 12.0/복합 9.7(18인치 휠), 도심 8.3/고속 11.8/복합 9.6(19인치 휠)으로 변경) |
| Co2 배출량 (g/km)    | 188 (이후 171(18인치 휠), 173(19인치 휠)로 변경)                                                                         | 188 (이후 175(18인치 휠), 177(19인치 휠)으로 변경)                                                                         |

### 라인업
| 구분                    | 3.0L                    | 3.3L                  |
| ----------------------- | ----------------------- | --------------------- |
| 2014년 10월~2015년 5월  | 모던                    | 프리미엄 익스클루시브 |
| 2015년 5월~2015년 12월  | 모던 베이직 모던 스페셜 | 프리미엄 익스클루시브 |
| 2015년 12월~2017년 12월 | 모던 익스클루시브       | 모던 익스클루시브     |

### 컬러
- 익스테리어
  - 아이스 화이트(WW7)
  - 플래티넘 실버(Y7S)
  - 폴리시드 메탈(V7S)
  - 나이트 스카이(NU7)
  - 다크호스(NN7)
  - 파우더 샌드(P7Y)
  - 레밍턴 레드(RER)
  - 팬텀 블랙(TB7)

- 인테리어
  - 블랙 모노톤
  - 버건디 투톤
  - 크림 투톤